# Andrzej Schinzel
Andrzej Schinzel   (Sandomierz, 5 d'abril de 1937 - Konstancin-Jeziorna, 22 d'agost de 2021), va ser un matemàtic polonès l'objecte del qual d'estudi és principalment la teoria dels nombres, i més particularment la teoria dels polinomis.

## Biografia
Andrzej Schinzel es va doctorar el 1960 a la Universitat de Varsòvia, on havia estat dirigida per Wacław Sierpiński. És professor a l'Institut de Matemàtiques de l’Acadèmia Polonesa de Ciències (IM PAN).
Una de les seves conjectures sobre els nombres primers dels polinomis, coneguda com a hipòtesi H de Schinzel, va cridar l'atenció de molts teòrics dels nombres.

## Guardons
- Oficial de l'Orde Polònia Restituta